# Chautauqua County (Kansas)
Chautauqua County ist ein County im Bundesstaat Kansas der Vereinigten Staaten. Das U.S. Census Bureau hat bei der Volkszählung 2020 eine Einwohnerzahl von 3379 ermittelt.
Der Verwaltungssitz (County Seat) ist Sedan. Das County gehört zu den Dry Countys, was bedeutet, dass der Verkauf von Alkohol eingeschränkt oder verboten ist.

## Geographie
Das County liegt im Südosten von Kansas, grenzt im Süden an Oklahoma und hat eine Fläche von 1670 Quadratkilometern, wovon acht Quadratkilometer Wasserflächen sind. Es grenzt in Kansas im Uhrzeigersinn an folgende Countys: Elk County, Montgomery County und Cowley County.

## Geschichte
Chautauqua County wurde am 25. März 1875 aus Teilen des nicht mehr existenten Howard County gebildet. Benannt wurde es nach dem Chautauqua County in New York, der ehemaligen Heimat der ersten Siedler, von denen die ersten hier im Juli 1868 ankamen. Zur Zeit der Bildung des Countys lebten hier bereits 7400 Menschen.
6 Bauwerke und Stätten des Countys sind im National Register of Historic Places eingetragen.

## Demografische Daten

Alterspyramide des Chautauqua County

Nach der Volkszählung im Jahr 2000 lebten im Chautauqua County 4359 Menschen. Davon wohnten 154 Personen in Sammelunterkünften, die anderen Einwohner lebten in 1796 Haushalten und 1235 Familien im Chautauqua County. Die Bevölkerungsdichte betrug 3 Einwohner pro Quadratkilometer. Ethnisch betrachtet setzte sich die Bevölkerung zusammen aus 93,8 Prozent Weißen, 0,3 Prozent Afroamerikanern, 3,6 Prozent amerikanischen Ureinwohnern, 0,1 Prozent Asiaten, 0,1 Prozent Bewohnern aus dem pazifischen Inselraum und 0,3 Prozent aus anderen ethnischen Gruppen; 1,8 Prozent stammten von zwei oder mehr Ethnien ab. 1,4 Prozent der Bevölkerung waren spanischer oder lateinamerikanischer Abstammung.
Von den 1796 Haushalten hatten 26,2 Prozent Kinder unter 18 Jahren, die mit ihnen gemeinsam lebten. 57,3 Prozent waren verheiratete, zusammenlebende Paare, 7,9 Prozent waren allein erziehende Mütter und 31,2 Prozent waren keine Familien. 29,4 Prozent aller Haushalte waren Singlehaushalte und in 16,4 Prozent lebten Menschen mit 65 Jahren oder darüber. Die Durchschnittshaushaltsgröße betrug 2,34 und die durchschnittliche Familiengröße betrug 2,87 Personen.
23,4 Prozent der Bevölkerung waren unter 18 Jahre alt. 6,1 Prozent zwischen 18 und 24 Jahre, 20,9 Prozent zwischen 25 und 44 Jahre, 25,2 Prozent zwischen 45 und 64 Jahre und 24,3 Prozent waren 65 Jahre alt oder älter. Das Durchschnittsalter betrug 45 Jahre. Auf 100 weibliche Personen kamen 93,6 männliche Personen. Auf 100 erwachsene Frauen ab 18 Jahren kamen 91,2 Männer.
Das jährliche Durchschnittseinkommen eines Haushalts betrug 28.717 USD, das Durchschnittseinkommen einer Familie betrug 33.871 USD. Männer hatten ein Durchschnittseinkommen von 25.083 USD, Frauen 21.346 USD. Das Prokopfeinkommen betrug 16.280 USD. 9,0 Prozent der Familien und 12,2 Prozent der Bevölkerung lebten unterhalb der Armutsgrenze.

## Orte im County
- Cedar Vale
- Chautauqua
- Cloverdale
- Elgin
- Gibbs
- Grafton
- Hale
- Hewins
- Layton
- Monett
- Niotaze
- Osro
- Peru
- Rogers
- Sedan
- Wauneta

Townships
- Belleville Township
- Caneyville Township
- Center Township
- Harrison Township
- Hendricks Township
- Jefferson Township
- Lafayette Township
- Little Caney Township
- Salt Creek Township
- Sedan Township
- Summit Township
- Washington Township